# Oszukać przeznaczenie 4
Oszukać przeznaczenie 4 (oryg. The Final Destination) – amerykański thriller z 2009 roku. Trzeci sequel filmu Oszukać przeznaczenie, a jednocześnie kontynuacja drugiego sequela filmu – Oszukać przeznaczenie 3. 

## Fabuła
Nick wraz z grupą przyjaciół wyrusza na tor, aby śledzić weekendowe wyścigi samochodowe. Nagle dochodzi do przerażającego wypadku – samochód wyścigowy uderza w widownię z prędkością 180 km/h. Rozmiary masakry przekraczają wszelkie wyobrażenie – ludzkie ciała rozdarte na strzępy, głowy odcinane płonącymi kołami, potężne eksplozje i w końcu katastrofa – cały stadion wali się na głowy tych, którzy przeżyli. Główny bohater odkrywa, że była to tylko wizja czegoś, co stanie się za chwilę. W najwyższym pośpiechu ucieka ze stadionu, zabierając ze sobą 12 innych osób. Lecz śmierć powraca, by dokończyć dzieła – ocaleni giną kolejno w najbardziej nieprawdopodobnych wypadkach. Pierwsza ginie Nadia a potem Carter, który postanowił zemścić się na George'u za to, że nie pozwolił mu uratować żony. Potem ginie Samantha. Od tej pory Nick i Lori chcą pomóc pozostałym przeżyć. Nie udaje im się pomóc Andy'emu, który ginie nadziany na płot. Nadchodzi kolej na Janet i Hunta. George i Lori ratują Janet przed śmiercią w myjni, jednak Hunt ginie w basenie. Po tym wydarzeniu wszyscy myślą, że oszukali śmierć, lecz okazuje się, że jedna osoba przeżyła wypadek na torze i znajduje się w szpitalu. Nick i George pędzą do szpitala lecz Jonathan ginie na ich oczach. Po wyjściu ginie George przejechany przez karetkę. Nick pędzi do centrum handlowego gdzie znajdują się Lori i Janet. Po przyjściu Nicka, Lorry opuszcza kino lecz Janet zostaje i ginie przebita odłamkiem z wybuchu. Cała galeria wybucha i ruchome schody, na których znajdują się Nick i Lori wciągają Lori. Jednak całe wydarzenie od śmierci George’a okazuje się wizją. Nick pędzi do galerii i brawurowym wyczynem zapobiega tragedii. Jakiś czas później cała trójka siedzi w kawiarni. Nick jest niespokojny bo myśli, że to nie koniec. Nagle w kawiarnię uderza ciężarówka i wszyscy giną.

## Obsada
- Bobby Campo jako Nick O'Bannon
- Shantel VanSanten jako Lori Milligan
- Haley Webb jako Janet Cunningham
- Mykelti Williamson jako George Lanter
- Jackson Walker jako Jonathan Grove
- Nick Zano jako Hunt Wynorski
- Andrew Fischella jako Andy Kewzer
- Krista Allen jako Samantha Lane
- Justin Welborn jako Carter Daniels
- Stephanie Honore jako Nadia Monroy
- Lara Grice jako Cynthia Daniels

## Uśmiercenia
| Postać           | Aktor              | Rodzaj śmierci                             | Rodzaj śmierci w wizji               |
| ---------------- | ------------------ | ------------------------------------------ | ------------------------------------ |
| Nadia Monroy     | Stephanie Honore   | Ścięta przez oponę.                        | Ścięta przez oponę.                  |
| Carter Daniels   | Justin Welborn     | Ciągnięty hakiem i spalony żywcem          | Przecięty na pół                     |
| Samantha Lane    | Krista Allen       | Wbicie kamienia w oko                      | Przygnieciona przez silnik samochodu |
| Andy Kewzer      | Andrew Fischella   | Trafiony przez gaśnicę i wgnieciony w płot | Nabity na zniszczoną ławkę           |
| Hunt Wynorski    | Nick Zano          | Wessany przez rurę odpływową w basenie     | Zgnieciony przez sufit               |
| Jonathan Grove   | Jackson Walker     | Zgnieciony przez spadającą wannę           | Zgnieciony przez samochód            |
| George Lanter    | Mykelti Williamson | Rozjechany przez rozpędzony ambulans       | Spalony żywcem                       |
| Janet Cunningham | Haley Webb         | Przejechana przez ciężarówkę               | Zgnieciona przez sufit               |
| Lori Milligan    | Shantel VanSanten  | Wgnieciona przez ciężarówkę w ścianę       | Spalona żywcem                       |
| Nick O'Bannon    | Bobby Campo        | Uderzony przez ciężarówkę w ścianę         | Nabity na rurę                       |